# Ицо Хазарта
Христо Христов Петров, по-известен с професионалния си псевдоним Ицо Хазарта, е български рап изпълнител, член и основател на групата Ъпсурт. На парламентарните избори през ноември 2021 година е избран за народен представител в XLVII народно събрание от листата на коалиция „Продължаваме промяната“. Евродепутат за мандат 2024 - 2029 година.

## Биография
Роден е на 19 декември 1979 г. в София. Има сестра, която се казва Наталия и е с осем години по-голяма от него. Христо завършва 76-о училище „Любчо Баръмов“ в София, а след него и Националната гимназия за древни езици и култури „Константин Кирил Философ“. Кандидатства в Нов български университет и е приет в специалността „Публична администрация“, но след 2 години прекъсва следването си заради музикалните си занимания.
Той е ключовата фигура в една от най-популярните български рап групи – Ъпсурт. Автор на повечето текстове е Ицо Хазарта. Първите си записи Ъпсурт прави през януари 1996 г. Възходът на Ъпсурт започва през ноември 1997 г., когато групата печели първо място на рап фестивал в Разград в съревнование с 26 групи от цяла България. През октомври 2000 г. след осеммесечно турне из страната групата пуска нов сингъл от втория си албум. Едноименното парче от него се казва „Чекай малко“ (превръща се в първия суперхит на групата), а албумът е пуснат на пазара през 2001 г.
Текстовете на Ицо Хазарта се превръщат и в тема на академичните изследователи. През 2004 – 2005 г. на теоретичния семинар на департамент Нова българистика при НБУ, озаглавен „Литературата в края на краищата“, се провеждат и първите академични дискусии за българската рап култура – с фокус върху Ъпсурт.
През 2009 г. Ицо Хазарта участва в риалити формата Vip Brother, завършвайки на 5-о място. Той е член на журито в сезон 5 (2016), сезон 6 (2019) и сезон 7 (2021) на „България търси талант“.
На третите парламентарни избори през 2021 г. Ицо Хазарта се кандидатира за депутат като водач на листата на „Продължаваме промяната“ в 25 МИР-София. Водената от него листа побеждава тази на ГЕРБ, оглавявана от партийния лидер и бивш министър-председател Бойко Борисов, както и листата на БСП начело с партийната лидерка Корнелия Нинова.
На европейските избори през 2024 г. е избран за евродепутат.

### Актьорска кариера
През 2007 г. озвучава Леонардо в дублажа на анимационния филм „Костенурките нинджа“, записан в студио Александра Аудио под режисурата на Таня Михайлова.
През 2019 г. озвучава Ред в „Angry Birds: Филмът 2“.

## Личен живот
На 24 април 2004 г. Христо Петров се жени за приятелката си Диана, 3 години по-късно двамата се разделят. Имат дъщеря. От приятелката си Женя Димова, танцьорката и хореографка на балет „Нова“, има още две дъщери.

## Дискография

### Албуми с „Ъпсурт“
- Боздуган (1999)
- Чекай малко (2001)
- Pop-Folk (2003)
- Quattro (2005)
- Ъпсурт – Live (2006)

### Самостоятелни албуми
- Неправилен рап (2019)